# Вудс, Гарри
Гарри Вудс (англ. Harry Woods, имя при рождении Harry MacGregor Woods) (4 ноября 1896, Челмсфорд, Массачусетс — 14 января 1970, Глендейл, Аризона) — американский композитор, автор песен «Midnight, the Stars and You»,  «When the red, red Robin», «Try a little tenderness» и других, в том числе предназначенных для кинофильмов. Стихи к своим песням Вудс зачастую писал сам. Пик популярности — 2-я половина 1920-х и 1930-е годы.

## Очерк биографии и творчества
Мать Гарри Вудса — эстрадная певица — заставляла ребёнка заниматься на фортепиано, несмотря на деформированную от рождения его левую руку. Учась в Гарвардском университете, Гарри подрабатывал пением в церковном хоре и игрой на фортепиано. Во время Первой мировой войны был мобилизован. 
После демобилизации обосновался в Нью-Йорке, где начал зарабывать сочинением музыки и стихов для песен. Его первый успех в качестве композитора пришёл в 1923 году с песней «I’m going south», написанной совместно с Абнером Силвером. В 1924 году её исполнил Эл Джолсон. В том же году была опубликована песня «Paddlin’ Madeleine home» с текстом и музыкой Вудса. К 1926 году Вудс стал признанным композитором на Tin Pan Alley благодаря песне «When the red, red, Robin» (также на собственные стихи), которую исполняли многие танцевальные оркестры и певцы; наибольший коммерческий успех имела запись Эла Джолсона.
С 1929 года Вудс начал писать музыку для Голливуда, его песни вошли в музыкальные фильмы «The vagabond lover» (1929; «A little kiss each morning»), «A lady’s morals» (1930), «Artistic temper» (1932), «Twentieth century» (1934), «Road house» (1934), «It’s love again» (1936). 
Около 1932 года начал успешно сотрудничать с британцем Рэем Ноублом, который в этом году впервые записал песню Вудса «Try a little tenderness» (вокальная партия — Вэл Розинг). В 1934—1936 годах жил в Лондоне, где написал песни для британских фильмов «Aunt Sally» (1933) и «Evergreen» (1934). В 1934 году создал свою самую знаменитую песню «Midnight, the Stars and You», которую в течение того же года разные британские музыканты записали на пластинку пять раз (наиболее известна интерпретация Эла Боулли и Рэя Ноубла). Среди других песен —  «I'm looking over a four leaf clover», «When the moon comes over the mountain» (визитная карточка певицы Кейт Смит), «What a little moonlight can do», «The сlouds will soon roll by», «Just an echo in the valley», «Side by side». 
Около 1945 года отошёл от дел и поселился в провинциальном городе в Аризоне, где скончался в 1970 году.
Пик популярности Вудса пришёлся на 2-ю половину 1920-х и особенно 1930-е годы. Его песни в то время исполняли популярные эстрадные / джазовые оркестры и певцы в США и Великобритании — Рэй Ноубл, Пол Уайтмен, Рой Фокс, Гай Ломбардо; Эл Боулли, Эл Джолсон, Руди Валле, Бинг Кросби, Кейт Смит, позднее Фрэнк Синатра, Дорис Дэй, Кэй Старр, Нэнси Уилсон и многие другие.